# Knud Meister
Pour les articles homonymes, voir Meister.
Œuvres principales
- Yann (série)
- Puck (série)
- Tina (série)

Knud Meister, né le 28 mai 1913 à Copenhague au Danemark et mort le 20 décembre 1989, est un journaliste danois et un écrivain de séries pour la jeunesse, toutes publiées en France. Il a également publié sous les pseudonymes : Lisbeth Werner, A. B. Carroll et Thomas Ketchup.

## Biographie
Avant de se consacrer à l'écriture de séries pour la jeunesse, Knud Meister travaille d'abord comme journaliste pour des magazines étrangers (en 1949, il a été correspondant pour le magazine Time à New York) et pour la radio danoise. C’est en 1941 qu'il publie, sous le pseudonyme de Thomas Ketchup, un premier roman policier ; il en rédigera sept autres dans la première moitié des années 1940.
Il entame en 1942 une collaboration avec l'auteur danois Carlo Andersen, qui durera jusqu'à sa mort. Ainsi, en 1942 paraît le premier volume d'une série policière pour garçons adolescents : Yann. Grand succès de librairie au Danemark, 81 romans seront écrits de 1942 à 1964.
Simultanément à Yann, il écrit sous le pseudonyme de Lisbeth Werner, la série Puck (1943 à 1964), qui se veut l’équivalent pour jeunes filles de Yann. Cette série connaitra également le succès.
De 1956 à 1960, sous le pseudonyme d'A. B. Carroll, Knud Meister sera l'auteur d'une dernière série pour jeunes filles : Tina.
Ces trois séries ont été traduites en suédois, en allemand, en espagnol et en français.

## Œuvre
(liste non exhaustive)

### SérieYann
Quatre-vingt-un romans publiés de 1942 à 1964, dont douze volumes ont paru en France de 1973 à 1978 dans la collection Spirale des éditions G. P.

### SériePuck
Cinquante-huit romans publiés sous le pseudonyme de Lisbeth Werner de 1943 à 1964, dont vingt et un titres ont paru en France de 1956 à 1978 dans la collection Rouge et Or.

### SérieTina
Quatorze romans publiés sous le pseudonyme d’A. B. Carroll de 1956 à 1960, dont onze titres ont paru de 1962 à 1969 dans la collection Spirale aux éditions G. P..

### Romans, nouvelles, et autres écrits
- 1941 : Dr. Whisky : Kriminalroman, sous le pseudonym de Thomas Ketchup, en collaboration avec Kjeld Helweg-Larsen.
- 1942 : Derby-Mordet : Kriminalroman
- 1944 : Fortidens Ekko : Kriminalroman
- 1945 : Danmarks lykkeligste Uge : Et Mindealbum
- 1945 : Berømte Kriminalhistorier
- 1946 : Kunsten at drive
- 1948 : Skaal paa mange Sprog
- 1949 : Tanke-Tom
- 1949 : Atlas, København N. 1899-1/1 – 1949
- 1957 : Orkanen, en collaboration avec Carlo Andersen
- 1959 : Frimureri : Et radioforedrag fra 1959
- 1960 : Mercurius belyser 35 brancher, en collaboration avec Poul Lassen et Ole Malmqvist
- 1962 : Journalistik under nye vilkår
- 1963 : Nattens mysterier, en collaboration avec Carlo Andersen
- 1963 : Spionen i hjemmeværnet, en collaboration avec Carlo Andersen
- 1963 : Den falske greve, en collaboration avec Carlo Andersen
- 1963 : Talen for værtinden : Turistforeningen for Danmarks 75-års jubilæum 1888-1963
- 1963 : Den store bog om heste
- 1963 : Sådan er Amerika også
- 1964 : Klokken 12. 31. John F. Kennedys saga
- 1966 : Alle mine heste : Digt og virkelighed : En antologi
- 1969 : Otto Mønsted : Aktieselskab
- 1973 : Hesten
- 1976 : En vandring i Frederiksberg Allé, en collaboration avec Grethe Larsen
- 1987 : Takt og tone på toppen